# Lambung Blang
Lambung Blang is een bestuurslaag in het regentschap Aceh Tamiang van de provincie Atjeh, Indonesië. Lambung Blang telt 222 inwoners (volkstelling 2010).